# Килпъявр (аэродром)
Килпъявр (часто именуется Килп-Явр, официальное название — «Мурманск (Килпъявр)») — военный аэродром в Мурманской области, расположенный в 30 километрах к северо-западу от Мурманска в посёлке Килпъявр.

## История
Аэродром построен в 1953 году. Тогда же при аэродроме был построен посёлок. Аэродром и посёлок получили название по расположению на озере Килпъявр.
В 1963—1976 годах на аэродроме размещался аэропорт «Мурманск-3», где базировалась гражданская авиация Мурманска.
На аэродроме в 1956—1962 годах размещался 174-й гвардейский Краснознаменный Печенгский истребительной авиации полк имени Б. Ф. Сафонова.
В 1962 году на аэродроме разместился 941-й истребительный авиационный полк.
В 1965-м году у аэродрома разбился Ту-124. В 1970 году вблизи аэродрома разбился ещё один Ту-124.
В 1985 году аэродром был обновлён для обеспечения базирования истребителей Су-27.
С 2001 по 2009 на аэродроме размещался 9-й гвардейский истребительный авиационный полк, созданный в 2001 году на основе 941-го истребительного авиационного полка, которому переданы все регалии 470-го гвардейского Виленского ордена Кутузова истребительного авиационного полка. На вооружении 9-го гв. иап состояли самолёты МиГ-19, Су-9 и МиГ-23М.
По данным спутниковых фотосъёмок, в марте 2007 года на стоянках аэродрома имелось 37 самолётов-истребителей.
В 2009 полк был переведён в Карелию на аэродром Бесовец, где объединён со 159-м и 177-м истребительными полками аэродромов Бесовец и Лодейное Поле соответственно.

## Самолёты
На аэродроме в разное время размещались самолёты МиГ-19, Су-9, МиГ-23М и Су-27. Также на нём принимались гражданские и военно-транспортные самолёты — Ту-124, Ту-134, Ту-134 УБЛ, Ил-18, Ан-24, Ан-10, Ан-12, Ан-26, Ан-22 «Антей», Ан-74, Ил-76.